# H.B. Warner
Henry Byron Warner (født 26. oktober 1875,  død 21. december 1958) var en engelsk film- og teaterskuespiller. Han var populær i den stumfilmsæraen og spillede Jesus Kristus i Kongernes Konge. I de senere år skiftede han med succes over til biroller og medvirkede i talrige film instrueret af Frank Capra. Warners mest bemærkelsesværdige rolle for det moderne publikum er Mr. Gower i den evigt viste film Det er herligt at leve. Han spillede også en cameo i Sunset Boulevard, instrueret af Billy Wilder.